# ゆうゆう金曜日
ゆうゆう金曜日（ゆうゆうきんようび）は北海道文化放送（UHB）で2009年4月から2010年3月まで放送されていた情報番組である。
ここでは、後継番組の『金曜なう』（きんようなう）についても述べる。

## 概要
えき☆スタ（JRタワー内にあったサテライトスタジオ）から公開生放送の帯番組であった『えきニジ』に代わって放送開始。これまでのえき☆スタに代わってUHB本社スタジオから週1回の放送に変更された。
2010年4月からは番組名を『金曜なう』に変更。放送時間を縮小してリニューアルした。平日夕方に生ワイド番組『U型テレビ』を立ち上げることになり、2011年3月25日をもって終了した。

## 出演者
MC
- 加藤寛
- 遠藤麗奈

※MCの2人は番組の『えきニジ』より引き続き出演している。